# Leif Andersson (Genetiker)
Leif Andersson (* 7. September 1954 in Stockholm) ist ein schwedischer Genetiker an der Universität Uppsala. Er gilt als eine der führenden Figuren in der Genetik und Genomik von Nutzvieh, insbesondere von Geflügel. Seine Ergebnisse tragen wesentlich zu modernen Zuchterfolgen in der Viehzucht, aber auch im Ackerbau bei und haben Einfluss auf das Verständnis von Muskelphysiologie, Genregulation und Bewegungskoordination aber auch einzelner medizinischer Fragestellungen. Wichtige Methode jüngerer Forschungen Anderssons ist die wiederholte vollständige Sequenzierung des Genoms einzelner Exemplare entlang einer Selektion.

## Leben und Wirken
Andersson stammt aus einer Familie mit bäuerlichem Hintergrund. Er studierte an der Universität Stockholm (Bachelor in Chemie und Biologie, 1979) und erhielt eine erste Stellung an der Schwedischen Universität für Agrarwissenschaften (SLU) in Uppsala, wo er auch 1984 einen Ph.D. erwarb, 1986 eine Dozentur und 1992 eine Professur erhielt. Seit 2003 ist er Gastprofessor, seit 2006 ordentlicher Professor an der Universität Uppsala.
Andersson befasste sich zunächst mit der Genetik wildlebender Tiere, bald aber der domestizierter Tiere. Er konnte Nutztiere als Modell für den evolutionären Einfluss auf die DNA-Sequenz etablieren und wesentliche Beiträge zum Verständnis der Beziehung zwischen Gen-Funktion und Variation im Phänotyp leisten. In den 1990er Jahren war er treibende Kraft in der Erforschung des Hausschweins. Er nutzte die systematische Erfassung von Genkopplungen innerhalb von Zuchtlinien, um verschiedene Eigenschaften, wie Fleischqualität und Beschaffenheit des Schlachtkörpers oder Fellfarbe zu kartieren. Schon vor der Entwicklung neuerer Techniken zur DNA-Sequenzierung gehörte Andersson zu den Pionieren einer Quantitative-Trait-Locus-Forschung, womit sich monogenetische und komplex vererbte Eigenschaften bei verschiedenen Nutztieren aufklären ließen. Weitere Forschungsarbeiten befassen sich mit dem Prozess der Domestizierung und ihrem Einfluss auf Tier und Mensch. Er beleuchtet demografische Aspekte der Domestizierung und ihren Einfluss auf genomweite Muster der genetischen Variabilität und identifizierte typische „Domestizierungs-Gene“. Jüngere Arbeiten befassen sich zum Teil wieder mit wildlebenden Tieren (darunter der Atlantische Hering) und den genetischen Grundlagen ihrer Anpassungsfähigkeit an unterschiedliche Lebensbedingungen.
Andersson hat (Stand 2018) fast vierhundert wissenschaftliche Publikationen veröffentlicht; er hat (Stand August 2025) einen h-Index von 114. Er erhielt 2014 den Wolf-Preis in Agrarwissenschaft. Leif Andersson ist seit 2001 Mitglied der Königlich Schwedischen Akademie für Land- und Forstwirtschaft, seit 2002 der Königlich Schwedischen Akademie der Wissenschaften, seit 2004 der Königlichen Physiographischen Gesellschaft in Lund, seit 2007 der Königlichen Gesellschaft der Wissenschaften in Uppsala, seit 2008 der European Molecular Biology Organization, seit 2012 Auswärtiges Mitglied der National Academy of Sciences, seit 2017 Mitglied der American Philosophical Society und seit 2018 Ausländisches Ehrenmitglied der American Academy of Arts and Sciences. 2009 wurde er Ehrendoktor der Universität Lüttich, 2015 der Texas A&M University.